# Listă de stadioane din județul Cluj
Aceasta este lista stadioanelor de fotbal din județul Cluj, ordonate după capacitate. Sunt listate stadioanele cu o capacitate mai mare de 1.000 de locuri.

## Stadioane în funcțiune
| Imagine | Localitate    | Denumire                                  | Capacitate | Inaugurat | Renovat    | Beneficiar                                                                                                  | Note |
| ------- | ------------- | ----------------------------------------- | ---------- | --------- | ---------- | --- | --- |
|         | Cluj-Napoca   | Cluj Arena                                | 30.201     | 2011      |            | Universitatea Cluj                                                                                          | Construit în locul Stadionului "Ion Moina".                                                                   |
|         | Cluj-Napoca   | Stadionul Dr. Constantin Rădulescu        | 22.198     | 1973      | 2008       | CFR Cluj | În 2008 s-a construit tribuna a doua, acoperită.                                                              |
|         | Turda         | Stadionul Municipal                       | 10.000     | 1975      |            | Arieșul Turda                                                                                               | |
|         | Dej           | Stadionul Municipal (Stadionul "Unirea")  | 6.000      | 1921      | 2004, 2021 | Unirea Dej                                                                                                  | |
|         | Cluj-Napoca   | Stadion Baza Sportivă C.M.C.              | 5.000      | 1970      |            | CFR Cluj II (2009 - Prezent)                                                                                | |
|         | Cluj-Napoca   | Stadion Baza Sportivă C.U.G.              | 3.000      | 1970      |            | CFR Cluj II (până în 2009)                                                                                  | (1.000 scaune)                                                                                                |
|         | Campia Turzii | Stadionul Mihai Adam (fostul Mechel-ISCT) | 2.700      | 1908      | 1960, 2014 | FC Seso Câmpia Turzii după fuziunea dintre SESO Iara si Mechel ISCT.                                        | În 1960 s-a adus tribuna de lemn a stadionului orășenesc clujean la Câmpia Turzii, din 2014 monument istoric. |
|         | Cluj-Napoca   | Stadionul Clujana                         | 2.000      | 1936      | 2009       | Dermata Cluj (1937–1967), CFR Cluj (1967–1973), U Cluj (2009–2010), Sănătatea Cluj (1986–2010), (2015–2018) | |
|         | Cluj-Napoca   | Stadion Baza Sportivă Unirea              | 2.000      |           |            | Leii Triteni                                                                                                | |
|         | Huedin        | Stadionul Vlădeasa                        | 1.500      |           |            | Vlădeasa Huedin                                                                                             | |
|         | Sâncraiu      | Stadionul Voința Sâncraiu                 | 1.500      |           |            | Vointa Sâncraiu                                                                                             | |
|         | Cluj-Napoca   | Stadionul Victoria Someșeni               | 1.300      |           | 2009       | Ardealul Cluj, Victoria Cluj                                                                                | |
|         | Cluj-Napoca   | Stadion Dan Anca                          | 1.000      |           | 2011       | Universitatea Cluj II, Viitorul Cluj                                                                        | Teren artificial                                                                                              |
|         | Iara          | Stadion Minerul                           | 1.000      |           |            | Minerul Iara, SESO Iara                                                                                     | |

## Stadioane demolate
| Imagine | Localitate  | Denumire            | Capacitate | Inaugurat | Demolat | Beneficiar | Note |
| ------- | ----------- | ------------------- | ---------- | --------- | ------- | --- | --- |
|         | Cluj-Napoca | Stadionul Ion Moina | 28.000     | 1960      | 2008    | CFR Cluj (1960-1967), U Cluj(1960-2008) | În locul lui s-a construit în 2011 Cluj Arena                                                                                |
|         | Cluj-Napoca | Stadionul Orășenesc | 1.500      | 1911      | 1960    | Clubul Atletic Universitar Cluj(1911-1919), Academia Comercială Cluj(1911-1919), Club Atletic Cluj(1911-1947), CFR Cluj(1911-1960), U Cluj(1919-1960) | Tribuna inițială a fost mutată la Câmpia Turzii. În locul vechiului stadion, s-a construit în 1960 Stadionul Ion Moina.      |
|         | Cluj-Napoca | Stadionul Corvin    | 1.000      |           | 1990    | Corvin Cluj(1940-1945), Bastionul Cluj(1940-1945) | Aflat în zona dintre Calea Turzii și Piața Cipariu, vizavi de Bastionul Croitorilor, azi Catedrala Greco-Catolică Sf. Iosif. |